# Allemagne aux Jeux olympiques d'hiver de 1952
Cet article contient des informations sur la participation et les résultats de l'Allemagne aux Jeux olympiques d'hiver de 1952, qui ont eu lieu à Oslo en Norvège. Le pays n'avait pas participé aux Jeux olympiques d'hiver de 1948 à cause de son rôle dans la Seconde Guerre mondiale et parce que le CNO a été restauré en 1947 en tant que Deutscher Olympischer Ausschuß mais il ne représente pas encore un État reconnu. La république fédérale d'Allemagne est créée en 1949, le CNO d'Allemagne est renommé et en 1951 est reconnu par le CIO tandis qu'une reconnaissance d'un CNO séparé pour l'Allemagne de l'Est est refusé. Les Allemands de l'est participeront dans l'équipe unifiée d'Allemagne à partir de 1956 mais en 1952, ils refusent de participer aux Jeux.
L'Allemagne participe à toutes les épreuves sauf dans l'épreuve du 1 500 mètres au patinage de vitesse où le seul patineur de vitesse allemand est ignoré en faveur des trois autres épreuves.

## Médaillés
| Médaille | Nom                                                       | Sport               | Épreuve             |
| -------- | --------------------------------------------------------- | ------------------- | ------------------- |
| Or       | Andreas Ostler Lorenz Nieberl                             | Bobsleigh           | Bob à deux          |
| Or       | Andreas Ostler Friedrich Kuhn Lorenz Nieberl Franz Kemser | Bobsleigh           | Bob à quatre        |
| Or       | Ria Baran Paul Falk                                       | Patinage artistique | Couples             |
| Argent   | Mirl Buchner                                              | Ski alpin           | Descente femmes     |
| Argent   | Ossi Reichert                                             | Ski alpin           | Slalom femmes       |
| Bronze   | Mirl Buchner                                              | Ski alpin           | Slalom géant femmes |
| Bronze   | Mirl Buchner                                              | Ski alpin           | Slalom femmes       |

## Résultats

### Ski alpin
| Athlète         | Épreuve      | Course 1     | Course 1 | Course 2     | Course 2     | Total        | Total        |
| Athlète         | Épreuve      | Temps        | Rang     | Temps        | Rang         | Temps        | Rang         |
| --------------- | ------------ | ------------ | -------- | ------------ | ------------ | ------------ | ------------ |
| Pepi Schwaiger  | Descente     |              |          |              |              | 2 min 55 s 5 | 38           |
| Beni Obermüller | Descente     |              |          |              |              | 2 min 42 s 9 | 17           |
| Willi Klein     | Descente     |              |          |              |              | 2 min 42 s 8 | 16           |
| Pepi Erben      | Slalom géant |              |          |              |              | 2 min 55 s 0 | 47           |
| Willi Klein     | Slalom géant |              |          |              |              | 2 min 46 s 2 | 32           |
| Beni Obermüller | Slalom géant |              |          |              |              | 2 min 41 s 4 | 28           |
| Pepi Schwaiger  | Slalom géant |              |          |              |              | 2 min 35 s 4 | 17           |
| Pepi Schwaiger  | Slalom       | 1 min 13 s 7 | 53       | Non qualifié | Non qualifié | Non qualifié | Non qualifié |
| Heini Bierling  | Slalom       | 1 min 09 s 9 | 44       | Non qualifié | Non qualifié | Non qualifié | Non qualifié |
| Willi Klein     | Slalom       | 1 min 04 s 2 | 20 Q     | 1 min 04 s 7 | 17           | 2 min 08 s 9 | 16           |
| Beni Obermüller | Slalom       | 1 min 04 s 1 | 19 Q     | 1 min 03 s 4 | 12           | 2 min 07 s 5 | 13           |

| Athlète                 | Épreuve      | Course 1     | Course 1 | Course 2     | Course 2 | Total        | Total              |
| Athlète                 | Épreuve      | Temps        | Rang     | Temps        | Rang     | Temps        | Rang               |
| ----------------------- | ------------ | ------------ | -------- | ------------ | -------- | ------------ | ------------------ |
| Lia Leismüller          | Descente     |              |          |              |          | 2 min 37 s 6 | 35                 |
| Hannelore Glaser-Franke | Descente     |              |          |              |          | 1 min 53 s 0 | 10                 |
| Evi Lanig               | Descente     |              |          |              |          | 1 min 52 s 9 | 9                  |
| Mirl Buchner            | Descente     |              |          |              |          | 1 min 48 s 0 | Médaille d'argent  |
| Evi Lanig               | Slalom géant |              |          |              |          | 2 min 15 s 6 | 14                 |
| Marianne Seltsam        | Slalom géant |              |          |              |          | 2 min 14 s 1 | 10                 |
| Ossi Reichert           | Slalom géant |              |          |              |          | 2 min 13 s 2 | 8                  |
| Mirl Buchner            | Slalom géant |              |          |              |          | 2 min 10 s 0 | Médaille de bronze |
| Hannelore Glaser-Franke | Slalom       | 1 min 20 s 7 | 33       | 1 min 10 s 1 | 18       | 2 min 30 s 8 | 31                 |
| Marianne Seltsam        | Slalom       | 1 min 15 s 5 | 29       | 1 min 50 s 3 | 37       | 3 min 05 s 8 | 35                 |
| Mirl Buchner            | Slalom       | 1 min 07 s 6 | 8        | 1 min 05 s 7 | 3        | 2 min 13 s 3 | Médaille de bronze |
| Ossi Reichert           | Slalom       | 1 min 06 s 0 | 1        | 1 min 05 s 4 | 2        | 2 min 11 s 4 | Médaille d'argent  |

### Bobsleigh
| Traîneau | Athlètes                      | Épreuve    | Manche 1      | Manche 1 | Manche 2      | Manche 2 | Manche 3      | Manche 3 | Manche 4      | Manche 4 | Total         | Total         |
| Traîneau | Athlètes                      | Épreuve    | Temps         | Rang     | Temps         | Rang     | Temps         | Rang     | Temps         | Rang     | Temps         | Rang          |
| -------- | ----------------------------- | ---------- | ------------- | -------- | ------------- | -------- | ------------- | -------- | ------------- | -------- | ------------- | ------------- |
| GER-1    | Andreas Ostler Lorenz Nieberl | Bob à deux | 1 min 20 s 76 | 1        | 1 min 21 s 64 | 1        | 1 min 21 s 02 | 1        | 1 min 21 s 12 | 1        | 5 min 24 s 54 | Médaille d'or |
| GER-2    | Theo Kitt Friedrich Kuhn      | Bob à deux | 1 min 24 s 43 | 12       | 1 min 25 s 22 | 13       | 1 min 24 s 52 | 13       | 1 min 24 s 08 | 8        | 5 min 38 s 25 | 11            |

| Traîneau | Athlètes                                                  | Épreuve      | Manche 1      | Manche 1 | Manche 2      | Manche 2 | Manche 3      | Manche 3 | Manche 4      | Manche 4 | Total         | Total         |
| Traîneau | Athlètes                                                  | Épreuve      | Temps         | Rang     | Temps         | Rang     | Temps         | Rang     | Temps         | Rang     | Temps         | Rang          |
| -------- | --------------------------------------------------------- | ------------ | ------------- | -------- | ------------- | -------- | ------------- | -------- | ------------- | -------- | ------------- | ------------- |
| GER-1    | Andreas Ostler Friedrich Kuhn Lorenz Nieberl Franz Kemser | Bob à quatre | 1 min 16 s 86 | 1        | 1 min 17 s 57 | 1        | 1 min 16 s 55 | 1        | 1 min 16 s 86 | 1        | 5 min 07 s 84 | Médaille d'or |

### Ski de fond
| Épreuve | Athlète       | Course          | Course |
| Épreuve | Athlète       | Temps           | Rang   |
| ------- | ------------- | --------------- | ------ |
| 18 km   | Hubert Egger  | N'a pas terminé | –      |
| 18 km   | Helmut Böck   | N'a pas terminé | –      |
| 18 km   | Albert Mohr   | 1 h 16 min 32   | 65     |
| 18 km   | Rudi Kopp     | 1 h 15 min 53   | 64     |
| 18 km   | Alois Harrer  | 1 h 14 min 23   | 59     |
| 18 km   | Heinz Hauser  | 1h 13 min 30    | 54     |
| 50 km   | Karl Schüßler | N'a pas terminé | –      |
| 50 km   | uku Pent      | 4 h 30 min 56   | 26     |

| Athlètes                                        | Course        | Course |
| Athlètes                                        | Temps         | Rang   |
| ----------------------------------------------- | ------------- | ------ |
| Hubert Egger Albert Mohr Heinz Hauser Rudi Kopp | 2 h 36 min 37 | 7      |

| Épreuve | Athlète       | Course    | Course |
| Épreuve | Athlète       | Temps     | Rang   |
| ------- | ------------- | --------- | ------ |
| 10 km   | Hanni Gehring | 50 min 39 | 13     |

### Patinage artistique
| Athlète       | Figures imposées | Programme libre | Points  | Places | Rang |
| ------------- | ---------------- | --------------- | ------- | ------ | ---- |
| Freimut Stein | 8                | 8               | 155,956 | 72     | 8    |

| Athlète         | Figures imposées | Programme libre | Points  | Places | Rang |
| --------------- | ---------------- | --------------- | ------- | ------ | ---- |
| Helga Dudzinski | 12               | 8               | 142,767 | 103    | 12   |
| Erika Kraft     | 9                | 10              | 143,767 | 89     | 10   |
| Gundi Busch     | 10               | 6               | 146,289 | 75     | 8    |

| Athlètes                     | Points | Places | Rang          |
| ---------------------------- | ------ | ------ | ------------- |
| Ingeborg Minor Hermann Braun | 9,089  | 73,5   | 8             |
| Jennifer Nicks John Nicks    | 10,600 | 39     | 4             |
| Ria Baran Paul Falk          | 11,400 | 11,5   | Médaille d'or |

### Hockey sur glace
Le tournoi a lieu dans un format de round-robin avec neuf équipes participantes.
| \| Équipe \| Joués \| Gagnés \| Perdus \| Nuls \| Buts pour \| Buts contre \| Pts \| \| -------------------- \| ----- \| ------ \| ------ \| ---- \| --------- \| ----------- \| --- \| \| Canada \| 8 \| 7 \| 0 \| 1 \| 71 \| 14 \| 15 \| \| États-Unis \| 8 \| 6 \| 1 \| 1 \| 43 \| 21 \| 13 \| \| Suède \| 9 \| 7 \| 2 \| 0 \| 53 \| 22 \| 14 \| \| Tchécoslovaquie \| 9 \| 6 \| 3 \| 0 \| 50 \| 23 \| 12 \| \| Suisse \| 8 \| 4 \| 4 \| 0 \| 40 \| 40 \| 8 \| \| Pologne \| 8 \| 2 \| 5 \| 1 \| 21 \| 56 \| 5 \| \| Finlande \| 8 \| 2 \| 6 \| 0 \| 21 \| 60 \| 4 \| \| Allemagne de l'Ouest \| 8 \| 1 \| 6 \| 1 \| 21 \| 53 \| 3 \| \| Norvège \| 8 \| 0 \| 8 \| 0 \| 15 \| 46 \| 0 \| | - Canada 15-1 Allemagne - USA 8-2 Allemagne - Tchécoslovaquie 6-1 Allemagne - Suède 7-3 Allemagne - Pologne 4-4 Allemagne - Norvège 2-6 Allemagne - Finlande 5-1 Allemagne - Suisse 6-3 Allemagne |        |        |      |           |             |     |
| Équipe | Joués | Gagnés | Perdus | Nuls | Buts pour | Buts contre | Pts |
| Canada | 8 | 7      | 0      | 1    | 71        | 14          | 15  |
| États-Unis | 8 | 6      | 1      | 1    | 43        | 21          | 13  |
| Suède | 9 | 7      | 2      | 0    | 53        | 22          | 14  |
| Tchécoslovaquie | 9 | 6      | 3      | 0    | 50        | 23          | 12  |
| Suisse | 8 | 4      | 4      | 0    | 40        | 40          | 8   |
| Pologne | 8 | 2      | 5      | 1    | 21        | 56          | 5   |
| Finlande | 8 | 2      | 6      | 0    | 21        | 60          | 4   |
| Allemagne de l'Ouest | 8 | 1      | 6      | 1    | 21        | 53          | 3   |
| Norvège | 8 | 0      | 8      | 0    | 15        | 46          | 0   |

Joueurs : Karl Bierschel, Markus Egen, Karl Enzler, Georg Guggemos, Alfred Hoffmann, Engelbert Holderied, Walter Kremershof, Ludwig Kuhn, Dieter Niess, Hans Georg Pescher, Fritz Poitsch, Herbert Schibukat, Xaver Unsinn, Heinz Wackers et Karl Wild

### Combiné nordique
Épreuves:
- Ski de fond pendant 18 km
- saut à ski sur tremplin normal

La partie du ski de fond de l'épreuve est combinée avec l'épreuve principale, cela signifie donc que les athlètes participent ici aux deux disciplines en même temps. Les détails peuvent être retrouvés dans la section ski de fond de cet article.
L'épreuve de saut à ski (tremplin normal) a lieu séparément de l'épreuve principale de saut à ski, les résultats peuvent être retrouvés dans le tableau ci-dessous (les athlètes sont autorisés à faire trois sauts, les deux meilleurs sauts sont comptabilisés et sont montrés ici).
| Athlète      | Épreuve    | Ski de fond     | Ski de fond | Saut à ski | Saut à ski | Saut à ski | Saut à ski | Total           | Total |
| Athlète      | Épreuve    | Points          | Rang        | Distance 1 | Distance 2 | Points     | Rang       | Points          | Rang  |
| ------------ | ---------- | --------------- | ----------- | ---------- | ---------- | ---------- | ---------- | --------------- | ----- |
| Helmut Böck  | Individuel | N'a pas terminé | –           | 54,5 m     | 58,5 m     | 179,0      | 22         | N'a pas terminé | –     |
| Heinz Hauser | Individuel | 199,636         | 15          | 60,0 m     | 62,0 m     | 193,5      | 14         | 393,136         | 15    |

### Saut à ski
| Athlète        | Épreuve         | Saut 1   | Saut 1 | Saut 1 | Saut 2   | Saut 2 | Saut 2 | Total  | Total |
| Athlète        | Épreuve         | Distance | Points | Rang   | Distance | Points | Rang   | Points | Rang  |
| -------------- | --------------- | -------- | ------ | ------ | -------- | ------ | ------ | ------ | ----- |
| Franz Dengg    | Tremplin normal | 60,0 m   | 96,5   | 24     | 56,5 m   | 91,0   | 35     | 187,5  | 31    |
| Sepp Kleisl    | Tremplin normal | 66,5 m   | 108,0  | 8      | 62,5 m   | 100,0  | 17     | 208,0  | 10    |
| Sepp Weiler    | Tremplin normal | 67,0 m   | 108,0  | 8      | 63,0 m   | 105,0  | 8      | 213,0  | 8     |
| Toni Brutscher | Tremplin normal | 66,5 m   | 111,0  | 3      | 62,5 m   | 105,5  | 7      | 216,5  | 4     |

### Patinage de vitesse
| Épreuve  | Athlète     | Course        | Course |
| Épreuve  | Athlète     | Temps         | Rang   |
| -------- | ----------- | ------------- | ------ |
| 500 m    | Theo Meding | 46 s 8        | 33     |
| 5 000 m  | Theo Meding | 8 min 57 s 4  | 27     |
| 10 000 m | Theo Meding | 18 min 24 s 4 | 22     |